# Eintracht Duisburg 1848
Maillots
L'Eintracht Duisburg 1848 est un des plus anciens clubs sportifs allemands encore en activités. Il se trouve dans la ville de Duisbourg en Rhénanie-du-Nord-Westphalie.
Fondé en 1848, ce club compte de nos jours plus de 1 500 membres répartis en plusieurs sections : athlétisme, handball, tennis de table, football, gymnastique, badminton, escrime, cyclisme et tennis.
Il tire son nom actuel d'une fusion, survenue le 24 juillet 1964 entre le Duisburger SpV et le TuS Duisburg 48/99.

## Histoire
L'Histoire de l'Eintracht Duisburg 1848 se conjugue avec celle des deux clubs qui le formèrent en fusionnant le 24 juillet 1964: le Duisburger SpV 1900 et le TuS Duisburg 48/99.

### Duisburger Spiel Verein
ne pas confondre avec le MSV Duisburg, fondé sous le nom de Meidericher SV, un autre club de la localité de Duisbourg
Le club vit le jour en 1848 sous le nom de 'Duisburger Turngemeinde für Erwachsene von 1848' (cercle gymnique).
Ce fut le 22 mars 1900, qu'à l'initiative de Gottfried Hinz (qui fut plus tard Président de la DFB) que la section football devint indépendante sous l'appellation Duisburger Spiel Verein 1900 (initialement abrégé Duisburger SpV). Entre sa création et 1913, le club conquit six titres de sa ligue régionale,qui lui permirent de faire autant d'apparitions en phase finale du championnat national. En 1904, le SpV s'inclina en demi-finales (3-2, après prolongation) contre le VfB Leipzig. En 1908, le Duisburg subit la loi (5-1) des Stuttgarter Kickers. Le 11 mai 1919, le Duisburger Sport Verein disputa la finale nationale. Mais sur le terrain du MTV Munich, Duisburg s'inclina (3-1) face au VfB Leipzig.
Après la Première Guerre mondiale, le club resta en vue jusqu'au milieu des années 1920. Il remporta de nouveaux quatre titres régionaux. Comme sa "Ligue" disposait de 3 qualifiés pour la phase finale nationale, le Duisburger Spiel Verein y participa cinq fois (1921, 1924, 1925, 1926 et 1927). Jusqu'en 1924, le tour final ne comptait que huit équipes. Le club franchit le premier tour et joua les demi-finales en 1921 et 1924. En 1921, il s'inclina contre le Berliner FC Vorwärts 90 (2-1, après prolongations) alors qu'en 1924, ce fut le 1. FC Nuremberg qui l'arrêta (3-1). En 1925, Duisburger SpV atteignit encore une fois des finales d'une phase finale regroupant dorénavant 16 formations. Ce fut de nouveau, Nuremberg qui stoppa le club de l'Ouest, en venant s'imposer (0-3) au Wedaustadion  de Duisburg.
Durant les années 1930, le Duisburger Spiel Verein disparut des tableaux d'honneur.
Le dernier fait marquant du club se déroula lors du dernier championnat de guerre en 1944. À cette époque de chaos, les clubs connaissaient une grave pénurie de joueurs et pas mal d'autres soucis divers. Partout en Allemagne, de nombreuses "Associations de guerre" (en allemand : Kriegsportgemeinschaft ou KSG) se formèrent entre clubs locaux. Le Duisburger SpV s'unit temporairement avec...le TuS Duisburg 48/99, pour former la KSG SpV/48/99 Duisburg. Champion de la Gauliga Niederrhein, cette "KSG" joua le tour final national avec 20 autres équipes. La formation passa deux tours, dont les huitièmes de finale contre Schalke 04 (2-1). Elle s'arrêta en quarts de finale (3-0) contre les futurs champions du Luftwaffen-SV Hamburg.
Dissous comme tous les clubs, après la reddition de l'Allemagne nazie, le club fut rapidement reconstitué et intégra l'Oberliga Ouest en vue de la saison 1949-1950. Le club y forma une bonne équipe de milieu de tableau. Son meilleur classement fut la place de vice-champion en 1957, à deux points du Borussia Dortmund.
À la fin de la saison 1961-1962, Duisburger Spiel Verein termina 16e et dernier. Ce fut la relégation vers la 2.Oberliga (encore équivalent D2 pour une saison). Au terme de la saison suivante, le club s'assura de justesse la dernière place donnant droit à rester en Regionalliga Ouest, qui était à l'époque la nouvelle appellation du 2e niveau national, à la suite de la création de la Bundesliga.
À la fin de la saison 1963-1964, Duisburger SpV se classa 9e sur 20. Échouant à la 19e place, le TuS Duisburg 48-99 fut relégué. Ces deux clubs décidèrent de fusionner.

### Turn-und Sportverein Duisburg 48/99
L'origine du TuS Duisburg 48/99 remonte à la fondation en 1899 du Duisburger Fussball Klub. En 1903, cre club fusionna avcc le SV Viktoria 1893 pour former le Duisburger SV Viktoria 1899.
En août 1921, le club engloba un cercle créé cinq mois plus tôt, le Turn-Borussia Duisburg et forma le Duisburger Turn-und Sport Verein 1848.
Mais deux ans plus tard, le club se scinda en deux cercles distincts. Les gymnastes formèrent le  Duisburger Turn Verein 1848 tandis que les footballeurs rejoignirent le Duisburger Turn-und Sport Verein 1899. En 1933, celui-ci fut un des fondateurs de la Gauliga Niederhein, une des seize ligues formées lors de la réforme des compétitions de football exigée par les Nazis.
Mais en 1938, sur ordre des responsables nazis, les deux clubs scindés equainz ans plus tôt furent contraints de se réunir. Le club réunifié prit alors le nom de Turn und Sportverein (TuS) Duisburg 48/99.
Après la Seconde Guerre mondiale, tous les clubs allemands furent dissous par les Alliés mais se reconstituèrent rapidement. Le TuS Duisburg 48/99 resta anonymement dans les ligues inférieures. En vue de la saison 1959-1960, il remonta en "2. Oberliga Ouest" (équivalent D2). Le club évita de justesse la relégation en terminant 14e sur 16 lors de sa première saison. Il se classa 7e lors de la deuxième, puis 9e en 1961-1962. La saison suivante, il obtint une belle 2e place qui lui permit de se maintenir au 2e niveau national qui allait prendre le nom de Regionalliga à la suite de la création de la Bundesliga.
Finissant avant-dernier sur 20 équipes, le TuS 48/99 fut relégué à la fin de la saison 1963-1964. Peu après, le club fusionna avec le Duisburger Spiel Verein.

### Eintracht Duisbourg 1848
Le club ne parvint jamais à conquérir une place en vue dans la hiérarchie du football allemand. En 1968, il fut relégué hors de la Regionalliga Ouest (équivalent D2). Il y revint au bout d'un an, mais fut relégué aussi vite. Petit à petit, il descendit les étages de la pyramide pour aboutir en Kreisliga, le plus bas niveau du football allemand. Son ambition évolua avec le temps et elle celle d'un de club omnisports convivial.

## Palmarès

### Duisburger SpV
- Vice-champion d'Allemagne 1913
- Champion de la région Ouest: 11 (1904, 1905, 1908, 1910, 1911, 1913, 1914, 1921, 1924, 1925, 1927)